# Prosecco di Valdobbiadene superiore di Cartizze frizzante
Le Prosecco di Valdobbiadene superiore di Cartizze frizzante est un vin effervescent italien, produit dans la région Vénétie, doté d'une appellation DOC depuis le 2 avril 1969. Seuls ont droit à la DOC les vins récoltés à l'intérieur de l'aire de production définie par le décret.
Voir aussi les articles  Prosecco di Conegliano Valdobbiadene, Prosecco di Conegliano frizzante,  Prosecco di Conegliano spumante, Prosecco di Valdobbiadene superiore di Cartizze et Prosecco di Valdobbiadene superiore di Cartizze spumante.

## Aire de production
Les vignobles autorisés se situent rive gauche du Piave en province de Trévise dans les hameaux Saccol, S. Pietro di Barbozza, S. Stefano de la commune de Valdobbiadene.  La superficie plantée en vigne est de 100 ha.

## Caractéristiques organoleptiques
- couleur : jaune paille plus ou moins intense
- odeur : vineux, agréablement parfumé, caractéristique, en version doux très fruité
- saveur : existe en version sec ou doux, fruité

Le Prosecco di Valdobbiadene superiore di Cartizze frizzante se déguste à une température de  7 - 9 °C et se gardera 1 à 2 ans.

## Production
Province, saison, volume en hectolitres :'
- pas de données disponibles